# Bold Beautiful Biathlon
Bold Beautiful Biathlon ist der Titel eines 2008 erschienenen Kalenders für das Jahr 2009. Er wurde überregional in den Medien rezipiert, weil er Aktbilder von fünf kanadischen Biathletinnen der Spitzenklasse präsentiert.
Der Bold Beautiful Biathlon-Kalender wurde produziert, um mit dem Gewinn die fünf kanadischen Spitzenbiathletinnen Zina Kocher, Sandra Keith, Megan Imrie, Megan Tandy und Rosanna Crawford, der jüngeren Schwester der Olympiasiegerin Chandra Crawford, finanziell zu fördern und sie in Hinblick auf die Olympischen Winterspiele 2010 im kanadischen Vancouver zu unterstützen. Produziert wurden 5.000 Kalender, die zum Stückpreis von 20 kanadischen Dollar verkauft werden und 80.000 Dollar Gewinn einbringen sollen. Investiert wurden mit Hilfe von Sponsoren 13.000 kanadische Dollar. Mit dem Erlös sollen die Athletinnen bei Trainings- und Reisekosten unterstützt werden, die sich für eine Weltcup-Teilnahme auf etwa 30.000 Dollar pro Sportlerin belaufen. Die Schwarzweiß-Bilder wurden von den Photographen Rachel Boekel und Adrian Marcoux gemacht. Für das Layout und Design zeichnen die fünf Athletinnen selbst verantwortlich.
Der Kalender orientiert sich dabei an einem anderen Kalender ähnlicher Art, den die Skilangläuferinnen Beckie Scott und Sara Renner 2001 in Vorbereitung auf die Olympischen Winterspiele 2002 in Salt Lake City produziert hatten. 2008 erschien zudem die dritte Auflage eines Aktkalenders von Spitzencurlerinnen der ganzen Welt, darunter auch den Kanadierinnen Christine Keshen und Chrissy Cadorin. Das Frauen-Rugby-Nationalteam Kanadas brachte ebenfalls einen 24-Monats-Kalender heraus. Biathlon ist in Kanada eher eine Randsportart, bekannter etwa als Skispringen aber weitaus unpopulärer als Eisschnelllauf oder gar als Eishockey. Deshalb hat das kanadische Team keinen Mannschaftssponsor und muss zu solch ungewöhnlichen Mitteln greifen, um das nötige Geld zu beschaffen. Eine Verbesserung des zur Zeit der Erstellung des Kalenders nur mittelmäßigen kanadischen Biathlons konnte nur erfolgen, wenn die Sportler mehr an internationalen Wettkämpfen teilnahmen, was mit hohen Kosten verbunden war. Ein 120-Millionen-Dollar-Programm zur Förderung des kanadischen Wintersports in Richtung der Spiele in Vancouver brachte den Biathleten nur einen geringen Förderbetrag. Für die Saison 2008/09 bekamen die Biathleten nur 287,325 Dollar, da sie nicht zu den Medaillenanwärtern gezählt werden.
Der Kalender der Biathletinnen enthält 14 Monatsblätter. Zur Promotion des Kalenders fuhren die fünf Sportlerinnen am 22. Oktober 2008 in der Innenstadt von Calgary nur leicht mit Shorts und Tank Tops bekleidet in einer werbewirksamen Aktion von Presse begleitet auf Rollskiern und mit ihren Waffen auf dem Rücken umher und verteilten Werbezettel für den Kalender. Auf ihre unbekleideten Beine hatten sie „power“ (Energie), „aim“ (Ziel), „bold“ (mutig) und „focus“ (Ziel) geschrieben. Kocher sprach nach der Aktion von einer erfolgreichen Maßnahme zur Teambildung. Die Bilder zeigen die Sportlerinnen sowohl in entspannter als auch in angestrengter Pose sowie als Biathletinnen in Schussposition.
Tandy meinte zum Kalender „We wanted to communicate beautiful bodies, but the beauty of being active, being healthy and being self-confident“ (Wir wollten schöne Körper zeigen, aber die Schönheit sollte auch Aktivität, Gesundheit und Selbstbewusstsein zeigen). Crawford ging ebenfalls auf Ziele über den Gelderwerb hinaus ein: „It's more than just raising money. We're doing this to promote a healthy lifestyle throughout Canada and showing beautiful athletic bodies while doing it.“ (Es geht um mehr als nur ums Geld verdienen. Wir machen das um einen gesunden Lebensstil in Kanada zu fördern und um zu zeigen, wie schön athletische Körper während des Sports sind). Auf der Webseite formulieren sie ihre Absichten in Sachen Aufklärung wie folgt: „Our goal is to empower and inspire women and girls by expressing the beauty of a healthy, athletic body.“ (Unser Ziel ist es Frauen und Mädchen durch das zeigen der Schönheit von gesunden und athletischen Körpern zu stärken und zu inspirieren). Sara Renner äußerte sich angetan vom Kalender: „As the mother of a daughter, I would be proud to see pictures of these role models on my child's wall as opposed to a synthetically-enhanced Hollywood star“ (Als Mutter einer Tochter wäre ich stolz, wenn ich Bilder dieser Mädchen an der Wand meines Kindes sehen würde, als Gegensatz zu den synthetischen Hollywood-Stars). Ein nicht geringer Teil der Kalender wird nach Deutschland verkauft, nachdem in der ARD am 14. Dezember 2008 ein kurzer Bericht über den Kalender gebracht wurde.
2009 brachten ihrerseits die französischen Biathletinnen einen Kalender für das Olympiajahr 2010 heraus, der sie in Kostümierungen als Cowboys zeigt, nachdem sie bereits 2006 für einen Kalender als Schauspielerinnen posierten.